# DK Company
DK Company A/S er en dansk modetøjskoncern med international tilstedeværelse i 35 lande. De driver en multi-brand strategi med 25 mærker i midtersegmentet. Mærkerne omfatter bl.a. Inwear, Fransa, Gestuz, Solid, Blend, Tailored, Saint Tropez, Matinique, Ichi, Bon'a Parte, Part Two, osv. Produkterne sælges via engros, e-handel eller igennem 431 egne butikker.
Der er tre funktionelle hovedkontorer i Ikast, Vejle og København. Virksomheden blev etableret af Jens Poulsen i 2001, der også ejer virksomheden.